# 96号科罗拉多州州道

96号科罗拉多州州道（英語：Colorado State Highway 96，SH-96）是美国科罗拉多州东南部的一条东-西走向的州级公路，全长207.45英里（333.86），西起卡斯特縣县治韦斯特克利夫接69号科罗拉多州州道（SH-69），东至凱厄瓦縣陶納附近的堪萨斯州边界接96号堪萨斯州州道（K-96）。